# Horváth Sándor (színművész)
Horváth Sándor (Pered, Csehszlovákia, 1932. február 16. – Budapest, Magyarország, 2012. december 17.) Jászai Mari-díjas magyar színművész, érdemes és kiváló művész.

## Életpályája
Horváth Sándor és Barczi Erzsébet gyermekeként született a ma Szlovákiához tartozó Pereden. Főiskolai tanulmányait a Színház- és Filmművészeti Főiskolán végezte 1952–1956 között. 1956–57-ben az egri Gárdonyi Géza Színház tagja volt. 1957–1959 között a kaposvári Csiky Gergely Színház színésze volt. 1959–1962 között a Miskolci Nemzeti Színház, 1962–63-ban pedig a Pécsi Nemzeti Színház volt a munkahelye. 1963–1967 között a szolnoki Szigligeti Színházban játszott. 1967–1970 között a Veszprémi Petőfi Színház tagja volt, majd a József Attila Színházé. 15 évig a Színész Szakszervezet elnöke volt. 1990-ben az MDF országgyűlési képviselő-jelöltje, illetve a II. kerület önkormányzati képviselője volt (MDNP).

## Magánélete
1957-ben feleségül vette Szekeres Ilonát. Két gyermekük született: Ilona (1962) és Máté (1972).

## Színházi szerepei
A Színházi adattárban regisztrált bemutatóinak száma: 126; ugyanitt kilencven színházi felvételen is látható.
- Hlesztakov (Gogol: A revizor)
- Malvolio (William Shakespeare: Vízkereszt, vagy amit akartok)
- Lopahin (Csehov: Cseresznyéskert)
- Zselényi Dezső (Kertész Ákos: Makra)
- Id. Hábetler János (Fejes Endre: Rozsdatemető)
- Eddie Carboe (Arthur Miller: Pillantás a hídról)
- Phil Hogan (Eugene O’Neill: Boldogtalan hold)
- Víg Guszti (Kertész: Névnap)
- Pasztráner (Szomaházy–Békeffi–Lajtai: Mesék az írógépről)
- Palivec (Horváth–Béres–Selmeczi: Svejk vagyok)
- Tiri Dorót (Tamási Áron: Hegyi patak)
- Berci bácsi (Móricz Zsigmond: Rokonok)
- Agamemnon Dandanache (Ion Luca Caragiale: Az elveszett levél)
- Napó (Göncz Árpád: Pesszimista komédia)
- Dr. Szekeres (Márai Sándor: Kaland)
- Dyles (Márai: Kassai polgárok)
- Tyúkszem (Pablo Picasso: A telibe viszonzott vágyakozás)
- Lala (Szép Ernő: Vőlegény)
- Kétszázezer és egy (Szolnok, 1967)

## Filmjei

### Játékfilmjei
- Kilenc perc… (1960)
- Áprilisi riadó (1962)
- Legenda a vonaton (1962)
- Mindennap élünk (1963)
- Déltől hajnalig (1964)
- Fügefalevél (1966)
- …hogy szaladnak a fák! (1967)
- A völgy (1968)
- Sikátor (1968)
- Pokolrév (1969)
- Próféta voltál szívem (1969)
- Ítélet (1970)
- Szindbád (1971)
- A magyar ugaron (1972)
- Felhőfejes (1972)
- Kísérleti dramaturgia (1972)
- Álljon meg a menet! (1973)
- Ártatlan gyilkosok (1973)
- A dunai hajós (1974)
- Bekötött szemmel (1974)
- Jelbeszéd (1974)
- Makra (1974)
- Pókháló (1974)
- 141 perc a befejezetlen mondatból (1975)
- Árvácska (1975)
- Az idők kezdetén (1975)
- Ballagó idő (1975)
- Kenyér és cigaretta (1975)
- Az ötödik pecsét (1976)
- Labirintus (1976)
- A közös bűn (1977)
- Az utolsó pákász (1977)
- A ménesgazda (1978)
- Hanyatt-homlok (1983)
- A rejtőzködő (1985)
- Redl ezredes 1-2. (1985)
- Sose halunk meg (1992)
- Simon mágus (1999)

### Tévéfilmek
- Bors 1-15. (1968)
- 7 kérdés a szerelemről (és 3 alkérdés) (1969)
- Tizennégy vértanú (1970)
- Széchenyi meggyilkoltatása (1971)
- Villa a Lidón (1971)
- Bibó Lajos: Két novella (1972)
- Különös vadászat (1972)
- A farkasok (1973)
- A labda (1973)
- És mégis mozog a föld 1-3. (1973)
- Hannibál utolsó útja (1973)
- Irgalom (1973)
- Vivát, Benyovszky! 1-13. (1973)
- A gyilkosok (1974)
- Áruló (1974)
- Zöld dió (1974)
- Kisember születik (1975)
- Micsoda idők voltak (1975)
- Tornyot választok (1975)
- Utánam, srácok! 1-4. (1975)
- Karancsfalvi szökevények (1976)
- Kántor 1-5. (1976)
- Napforduló (1977)[4]
- Nyúlkenyér (1977)
- Party (1977)
- Ebéd (1978)
- Mednyánszky (1978)
- Úszó jégtáblák (1978)
- Idegenek (1979)
- Tévedések vígjátéka (1979)
- Kaptam-csaptam (1980)
- Rettegés és ínség a Harmadik Birodalomban (1980)
- Ússzatok, halacskák (1980)
- Századunk (1981)
- Tündér Lala (1981)
- Atomzsarolás (1982)
- Holtak hallgatása – Requiem egy hadseregért (1982)
- Liszt Ferenc 1-16. (1982)
- Klapka légió (1983)
- Mint oldott kéve 1-7. (1983)
- Tizenhat város tizenhat leánya (1983)
- Az eltüsszentett birodalom (1985)
- Egy lócsiszár virágvasárnapja (1985)
- Holt lelkek (1985)
- Lakótelepi mítoszok (1985)
- Elveszett paradicsom (1986)
- A komáromi fiú (1987)
- Dada (1987)
- Nyolc évszak 1-8. (1987)
- Az angol királynő (1988)
- Malom a Séden (1988)
- Miniszter (1988)
- Szomszédok (1988–1993)
- Freytág testvérek 1-5. (1989)
- Julianus barát 1-3. (1991)
- Kutyakomédiák 1-3. (1992)
- Öregberény 1-22. (1993–1995)
- Ábel Amerikában (1997)
- A múzsa csókja (1998)
- Családi kör (2000)
- Családi album (2001)
- A titkos háború (2002)
- Mátyás, a sosem volt királyfi (2006)
- Szuromberek királyfi (2007)

## Hangjáték, rádió
- Gencso Sztoev: Az arany ára (1972)
- Bez, Helmut: Visszaút (1974)
- Kolin Péter : A vaslovag (1974)
- Berza László: Magyar László a fekete kontinensen (1975)
- Naughton, Bill: Késő éjjel a Watling Streeten (1977)
- Kurt Tucholsky: Helyek a Paradicsomban (1977)
- Papp Éva: Távoli északon (1977)
- Pedro Calderon de la Barca: Úrnő és komorna (1977)
- Bözödi György: Nyugtalan pásztorok (1978)
- Szabó Magda: Sziget-kék (1979)
- Janicki, Jerzy: Halálos ítélet (1981)
- ÍRÓVÁ AVATNAK - Gelléri Andor Endre indulása (1982)
- ÍRÓVÁ AVATNAK - Németh László indulása (1982)
- ÍRÓVÁ AVATNAK - Sütő András indulása (1982)
- Kós Károly: Varjú nemzetség (1983)
- Lázár Ervin: Lenn a kútban (1983)
- Ördögh Szilveszter: Jövőnk árnya (1984)
- Radicskov, Jordan: Kosarak (1984)
- Tar Sándor: Fehér habok (1984)
- Zoltán Péter: Liszt Ferenc Szekszárdon (1984)
- Gozsdu Elek: A félisten (1985)
- Tarbay Ede: Ketten kézenfogva (1985)
- Albert Zsuzsa: "S kinyíltak mind a fák" (1989)
- Kisfaludy Károly: A hűség próbája (1989)
- Somlyó György: Cantata Tremenda (1990)
- Fehér Klára: Mikor apám elment a háborúba (1993)
- Gion Nándor: Mint a felszabadítók (1996)
- Szakonyi Károly: A normann vér (1997)
- Gion Nándor: Ez a nap a miénk (2000)
- Fehér Béla: Fültől fülig (2006)

## Díjai
- Jászai Mari-díj (1967)
- Kazinczy-díj (1971)
- SZOT-díj (1974)
- Érdemes művész (1975)
- Kiváló művész (1980)
- Budapest II. kerület díszpolgára (2013) – posztumusz